# Bataille de Freiberg
Ne doit pas être confondu avec Bataille de Fribourg.
Guerre de Sept Ans
Batailles
- Minorque (navale) (1756)
- Pirna (1756)
- Lobositz (1756)
- Reichenberg (1757)
- Prague (1757)
- Kolin (1757)
- Hastenbeck (1757)
- Gross-Jägersdorf (1757)
- Moys (1757)
- Rochefort (1757)
- Rossbach (1757)
- Breslau (1757)
- Leuthen (1757)
- Carthagène (navale) (1758)
- Olomouc (1758)
- Saint-Malo (1758)
- Rheinberg (1758)
- Krefeld (1758)
- Domstadl (1758)
- Cherbourg (1758)
- Zorndorf (1758)
- Saint-Cast (1758)
- Tornow (1758)
- Lutzelberg (1758)
- Hochkirch (1758)
- Bergen (1759)
- Kay (1759)
- Minden (1759)
- Kunersdorf (1759)
- Neuwarp (navale) (1759)
- Hoyerswerda (1759)
- Baie de Quiberon (navale) (1759)
- Maxen (1759)
- Meissen (1759)
- Glatz (1760)
- Landshut (1760)
- Corbach (1760)
- Emsdorf (1760)
- Dresde (1760)
- Warburg (1760)
- Liegnitz (1760)
- Rhadern (1760)
- Berlin (1760)
- Kloster Kampen (1760)
- Torgau (1760)
- Belle-Île (1761)
- Langensalza (1761)
- Cassel (1761)
- Grünberg (1761)
- Villinghausen (1761)
- Ölper (1761)
- Kolberg (1761)
- Wilhelmsthal (1762)
- Burkersdorf (1762)
- Lutterberg (1762)
- Reichenbach (1762)
- Almeida (1762)
- Valencia de Alcántara (1762)
- Nauheim (1762)
- Vila Velha de Ródão (1762)
- Cassel (1762)
- Freiberg (1762)

- Jumonville Glen (1754)
- Fort Necessity (1754)
- Fort Beauséjour (1755)
- 8 juin 1755
- Monongahela (1755)
- Petitcoudiac (1755)
- Lac George (1755)
- Fort Bull (1756)
- Fort Oswego (1756)
- Kittanning (1756)
- En raquettes (1757)
- Pointe du Jour du Sabbat (1757)
- Fort William Henry (1757)
- German Flatts (1757)
- Lac Saint-Sacrement (1758)
- Louisbourg (1758)
- Le Cran (1758)
- Fort Carillon (1758)
- Fort Frontenac (1758)
- Fort Duquesne (1758)
- Fort Ligonier (1758)
- Québec (1759)
- Fort Niagara (1759)
- Beauport (1759)
- Plaines d'Abraham (1759)
- Sainte-Foy (1760)
- Neuville (1760)
- Ristigouche (navale) (1760)
- Mille-Îles (1760)
- Signal Hill (1762)

- Cap-Français (1757)
- Martinique (1759)
- Guadeloupe (1759)
- Dominique (1761)
- Martinique (1762)
- Cuba (1762)

- Chandernagor (1757)
- Plassey (1757)
- Gondelour (1758)
- Négapatam (navale) (1758)
- Condore (1758)
- Madras (1758)
- Pondichéry (navale) (1759)
- Masulipatam (1759)
- Chinsurah (1758)
- Wandiwash (1760)
- Pondichéry (1760-1761)
- Manille (1762)

- Saint-Louis (1758)
- Gorée (1758)
- Gambie

La bataille de Freiberg est un épisode de la guerre de Sept Ans, qui eut lieu le 29 octobre 1762 à Freiberg (Allemagne actuelle).

## Le champ de bataille
Bien que commandant une armée essentiellement composée de troupes de « deuxième ligne », le prince Henri de Prusse, frère cadet du roi Frédéric II, décide de passer à l'offensive. L'armée impériale, commandée par le prince Stolberg et soutenue par le corps autrichien de Andreas Hadik von Futak, s'est retranchée sur les hauteurs à l'ouest de Freiberg. Cette position défend toute approche de la ville de Dresde. La position des alliés est adossée à la rivière Mulde, traversée par plusieurs ponts à l'est de la ville.

## Préparatifs
Le 28 octobre, les troupes du prince Henri effectuent une reconnaissance des positions alliées. Elles sont accrochées par les avant postes autrichiens qui occupent le bois situés devant les hauteurs. Henri collecte cependant suffisamment d'informations pour se représenter une bonne image des dispositions de l'ennemi. Il lui semble clair que le corps principal autrichien de Joseph de Campitelli (de) est solidement installé sur les hauteurs et que l'armée impériale bloque l'accès à l'ouest de Freiberg. 
Les positions ennemies sont renforcées à l'avant par plusieurs redoutes et abattis. Aucune disposition ne semble avoir été prise pour protéger le flanc droit des alliés. Cela constitue une cible trop tentante pour le prince Henri qui envoie un petit détachement sur les positions autrichiennes alors que le gros de ses forces viennent rapidement à bout des positions impériales. Le corps autrichien de Meyer, confortablement installé sur les hauteurs, ne semble pas disposé à quitter ses retranchements.

## La bataille
À l'aube le 29 octobre, le prince Henri dispose son armée sur le terrain à l'ouest de Lang Hennersdorf, détachant Forcade avec la réserve au nord, Kleist au sud, avec Stutterheim et Von Seydlitz,  pour attaquer les hauteurs détenues par les Impériaux. Comme ils progressent, les principaux éléments de l'armée prussienne s'accrochent brièvement dans les bois avec des éléments Croates, mais ces troupes se retirent rapidement face à la ligne d'infanterie. 
Les troupes de Stutterheim rencontrent une vive résistance du corps de Campitelli et pendant un instant, la progression est stoppée. Plusieurs attaques de cavalerie prussienne ne suffisent pas à forcer les rangs autrichiens et un régiment doit être emprunté à l'aile gauche afin de stabiliser le front. Pendant ce temps, Von Seydlitz, dont la cavalerie est ralentie par un terrain difficile, prend le commandement de l'infanterie sur son aile et attaque le flanc de Campitelli. 
Sous la pression, Stolberg commence à déplacer sa ligne vers le sud afin de renforcer la défense de la colline des Trois Croix. Henri a repéré la manœuvre et dépêche ses grenadiers. La cavalerie impériale charge les Prussiens et malgré de lourdes pertes, tient suffisamment longtemps pour permettre aux grenadiers impériaux de prendre possession de la colline.
Stutterheim observe le passage de l'armée impériale vers le sud et se rend compte que dans cette manœuvre, les défenses qui lui font face sont maintenant considérablement affaiblies. Il ordonne aussitôt à ses troupes d'attaquer. Les hussards de von Belling chargent l'infanterie autrichienne qui s'effondre rapidement. 
Ses alliés en retraite et son flanc ouvert, Stolberg ordonne la retraite. L'armée impériale se retire suivie par le reste des troupes de Campitelli. Comme prévu, le corps de Mayer n'a pas quitté ses positions pour aider le reste de l'armée. Ce dernier affirmera plus tard qu'il n'avait fait qu'observer les ordres de tenir la position jusqu'à la dernière goutte de sang.

## Conséquences
Les Prussiens ont perdu 1 400 hommes tandis que les Alliés en ont perdu 7 000 et 28 canons.
Les Alliés se retirent jusqu'à Pirna d'abord suivi avec prudence par les Prussiens, mais ces derniers finissent par s'enhardir. Kleist est détaché au cours de la première semaine de novembre pour détruire les magasins d'approvisionnement en Saxe. Il bouscule ensuite les impériaux en Franconie. Naumberg, Wurtzbourg et Ratisbonne sont prises. Stolberg demande en vain à Von Futak l'autorisation de rentrer et de protéger sa patrie, mais il ignore que Hadik est en train de négocier la dissolution de l'armée impériale avec Frédéric II.